# Botryllus gracilis
Botryllus gracilis är en sjöpungsart som beskrevs av Wilhelm Michaelsen 1927. Botryllus gracilis ingår i släktet Botryllus och familjen Styelidae. Inga underarter finns listade.